# Yuasa Jōzan

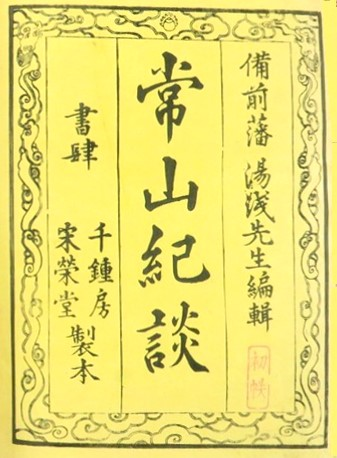
Yuasa Bucheinband „Jōzan Kidan“

Yuasa Jōzan (japanisch 湯浅 常山; geboren 2. Mai 1708 in Okayama (Provinz Bizen); gestorben 1. Februar 1781) war ein japanischer Konfuzius-Gelehrter in mittleren Edo-Zeit.

## Leben und Wirken
Yuasa Jōzan war ein Samurai des Okayama-Klans in der Provinz Bizen. Schon in jungen Jahren lernte er gerne, ging nach Edo und wurde ein Schüler von Hattori Nankaku. Danach wurde er Oberhaupt seiner Familie und blieb acht Jahre in seiner Heimatstadt, wo er in der Domänenverwaltung tätig wear. Er ging dann wiedr nach Edo und schloss Freundschaften mit den Gelehrten Dazai Shundai, Inoue Randai (井上 蘭台; 1705–1761) und Matsuzaki Kankai (松崎 観海; 1725–1776) Und schloss sich der „Kobunjigakuha“ an. Er wirkte u. a. als Kommissar für Tempel und Schreine (寺社奉行) und Stadtkommissar (町奉行), soll aber über einen hochrangigen Vasallen schlecht geredet haben und wurde 1769 mit Hausarrest bestraft. Seitdem widmete er sich dem Schreiben.
Obwohl Yuasa kein großer Konfuzianer war, besaß er ein umfangreiches Wissen und war bestens vertraut mit den Errungenschaften der Vergangenheit und Gegenwart. Insbesondere sein mehrbändiges Werk „Jōzan Kidan“ (常山紀談) enthält Anekdoten über Militärkommandanten. Ein weiteres Werk, „Bunkai Zakki“ (文会雑記), enthält Anekdoten, Charakterbesprechungen und Buchgeschichten zu Gelehrten der Familie des Gelehrten Ogyū Sorai, die alle sehr interessant sind.